# Liste der Kulturdenkmäler in Woppenroth
In der Liste der Kulturdenkmäler in Woppenroth sind alle Kulturdenkmäler der rheinland-pfälzischen Ortsgemeinde Woppenroth aufgeführt. Grundlage ist die Denkmalliste des Landes Rheinland-Pfalz (Stand: 27. Oktober 2023).

## Einzeldenkmäler
| Bezeichnung     | Lage                           | Baujahr                  | Beschreibung                                        | Bild                           |
| --------------- | ------------------------------ | ------------------------ | --------------------------------------------------- | ------------------------------ |
| Lagerhalle      | Hauptstraße, neben Nr. 22 Lage | 18. oder 19. Jahrhundert | ehemalige Kirche; Saalbau, 18. oder 19. Jahrhundert | Fotos hochladen                |
| Ruine Hellkirch | südwestlich des Ortes Lage     | 14. oder 15. Jahrhundert | Kirchenruine, 14. oder 15. Jahrhundert              | weitere Bilder Fotos hochladen |

## Ehemalige Kulturdenkmäler
| Bezeichnung | Lage              | Baujahr | Beschreibung | Bild            |
| ----------- | ----------------- | ------- | --- | --------------- |
| Wohnhaus    | Bergstraße 2 Lage | 1793    | Fachwerkhaus, teilweise massiv und verschiefert, abgewalmtes Mansarddach, bezeichnet 1793; 2019 abgebrochen und aus Denkmalliste gelöscht | Fotos hochladen |